# Apsilops aquaticus
Apsilops aquaticus är en stekelart som först beskrevs av Thomson 1874.  Apsilops aquaticus ingår i släktet Apsilops och familjen brokparasitsteklar. Arten är reproducerande i Sverige. Inga underarter finns listade.